# Self-selection of diet by young children
Self-selection of diet by young children (deutsch: „Freie Auswahl der Nahrung durch kleine Kinder“) ist der zusammengefasste Begriff für eine in den 1920er und 1930er Jahren durch die amerikanische Kinderärztin Clara Marie Davis durchgeführte Langzeitstudie über die freie Nahrungsauswahl von Kleinkindern vor dem Abstillen. Davis veröffentlichte die Ergebnisse ihrer Studien 1928, 1933 und 1939. Die Studie wurde seither in zahlreichen wissenschaftlichen Artikeln zitiert und gilt als Klassiker. Die 2 Hauptartikel wurden wiederaufgelegt, der Artikel von 1928 im Jahre 1986 in Nutrition Reviews und der Artikel von 1939 ist auf PubMed Central als PDF frei verfügbar.

## Hintergründe
Schon damals regierte in den Ernährungswissenschaften der Konflikt zwischen Appetit/Genuss und wissenschaftlich fundierten Ernährungsempfehlungen. Davis basierte ihre Argumentierung auf die in jener Zeit sehr präsenten Konzepte von Curt P. Richter, Instinkt und spezifische Appetite (eng. specific appetites). Experten sehen diese frühe Studie als einen der Vorreiter des Konzepts der "sensorisch-spezifischen Sättigung (eng. sensory-specific satiety) von Barbara J. Rolls und Edmund T. Rolls (UK).

## Ziele der Studie
Clara Marie Davis war eine Kinderärztin aus Winnetka, Illinois, USA. Sie begann das Experiment 1926 im Mount Sinai Hospital in Cleveland. Davis suchte Antworten auf vier zentrale Fragen:
1. Sind Kleinkinder, die noch nie Kontakt mit festen Lebensmitteln hatten, nach dem Abstillen in der Lage, aus einer Auswahl von natürlichen, ungemischten und ungewürzten Nahrungsmitteln ohne Hilfe durch Erwachsene ihre Nahrung auszuwählen, genug, um ihren Bedarf an Nahrungsenergie zu decken?
2. Wäre die Auswahl rein kalorisch oder herrschten vorgefertigte Präferenzen vor; falls ja, wären diese vegetarisch, karnivorisch oder omnivorisch?
3. Wie wäre die Verdauung dieser Kinder – ohne Störungen oder mit Übelkeit, Erbrechen, Diarrhö und Unverdautem im Stuhl?
4. Wären Wachstum, Zahnung, Gewichtszunahme und generelles Wohlbefinden vergleichbar mit konventionell gefütterten Kindern?

## 1928 veröffentlichte Resultate
Am Pilotprojekt nahmen nur drei Kleinkinder im Alter von 6 bis 11 Monaten teil, die Dauer war 6 beziehungsweise 12 Monate. Folgende Resultate veröffentlichte Davis 1928:
1. Die Selbstauswahl einfacher natürlicher Nahrungsmittel ist eine sichere Methode für brustgestillte Kleinkinder nach dem Abstillen.
2. Kinder dieses Alters sind imstande, einfache natürliche Nahrungsmittel (auch Fleisch und Innereien) zu verdauen.
3. Die Verdauung der von den Kindern gewählten Lebensmittel war optimal.
4. Die Nahrungswahl resultierte in optimalem Wachstum, Gewichts- und Knochenentwicklung, Muskulatur, Vitalität und Wohlbefinden.

## 1939 veröffentlichte Resultate
Die zweite Studie an 15 Kindern dauerte 6 Jahre, die Teilnahmedauer der einzelnen Kinder lag zwischen 6 Monaten und 4½ Jahren.
Die 1939 veröffentlichten Resultate waren:
1. Keines der Kinder wählte spontan eine Ernährung mit großen Mengen an Getreide oder Milchprodukten – entgegen der (noch heute gültigen) Lehrmeinung der Ernährungswissenschaft (die Basis der Ernährungspyramide).
2. Keines der Kinder wurde während der Dauer der Studie über- oder untergewichtig.
3. Alle Kinder entwickelten ein röntgenologisch nachgewiesen hervorragend kalzifiziertes Skelett und Muskulatur.
4. Es etablierten sich nach kurzer Zeit Präferenzen, die für jedes Kind unterschiedlich waren und die auch mit der Zeit unvorhersehbar variierten (etwa Bevorzugung von rohem Rindfleisch während einer Infektionskrankheit (Pfeiffer'sches Drüsenfieber)). Damals begründete Davis dies mit spezifischen Appetiten nach Curt P. Richter, nach heutigem Wissensstand würden Experten mit  sensory-specific satiety argumentieren.

## Ablauf der Mahlzeiten
Den Kleinkindern standen 34 Lebensmittel, jedes in einer separaten Schüssel präsentiert auf einem Tablett, zur Auswahl. Das Kind saß beim Essen auf dem Schoß einer Hebamme, die dem Kind das Lebensmittel dessen Wahl reichte, ohne es in seiner Entscheidung zu beeinflussen. Es wurden 3 (anfangs 4) Mahlzeiten pro Tag von je 25-30 min gehalten.

## Verwendete Lebensmittel
Die Tabellen zeigen, getrennt nach pflanzlicher und tierischer Herkunft, in welcher Form (roh und/oder gekocht) welche Lebensmittel verfügbar waren.
| Klasse   | Lebensmittel      | roh  | gekocht |
| -------- | ----------------- | ---- | ------- |
| Früchte  | Apfel             | ja   | ja      |
| Früchte  | Banane            | ja   | nein    |
| Früchte  | Orangensaft       | ja   | nein    |
| Früchte  | Ananas (frisch)   | ja   | nein    |
| Früchte  | Pfirsich          | ja   | nein    |
| Gemüse   | Tomate            | ja   | nein    |
| Gemüse   | Rote Rübe         | nein | ja      |
| Gemüse   | Karotte           | ja   | ja      |
| Gemüse   | Erbse             | ja   | ja      |
| Gemüse   | Mairübe           | nein | ja      |
| Gemüse   | Blumenkohl        | nein | ja      |
| Gemüse   | Weißkohl          | ja   | ja      |
| Gemüse   | Spinat            | nein | ja      |
| Gemüse   | Kartoffel         | nein | ja      |
| Gemüse   | Salat             | ja   | nein    |
| Getreide | Haferflocken      | ja   | ja      |
| Getreide | Weizen            | ja   | ja      |
| Getreide | Maismehl          | nein | ja      |
| Getreide | Gerste            | nein | ja      |
| Getreide | Roggen-Knäckebrot | nein | ja      |

| Klasse    | Lebensmittel        | roh  | gekocht |
| --------- | ------------------- | ---- | ------- |
| Milch     | Milch               | nein | ja      |
| Milch     | Sauermilch          | nein | ja      |
| Eier      | Eier                | ja   | ja      |
| Fleisch   | Rindfleisch         | ja   | ja      |
| Fleisch   | Lammfleisch         | nein | ja      |
| Fleisch   | Knochenmark         | ja   | ja      |
| Fleisch   | Gelatine            | nein | ja      |
| Fleisch   | Huhn                | nein | ja      |
| Innereien | Kalbsbries          | nein | ja      |
| Innereien | Hirn                | nein | ja      |
| Innereien | Leber               | nein | ja      |
| Innereien | Niere               | nein | ja      |
| Fisch     | Fisch (Schellfisch) | nein | ja      |

| Klasse          | Lebensmittel | roh | gekocht |
| --------------- | ------------ | --- | ------- |
| Unklassifiziert | Wasser       | ja  | nein    |
| Unklassifiziert | Meersalz     | ja  | nein    |

## Kritik
Von heutigen Kritikern wird die Studie als methodologisch unsauber, veraltet, unethisch und unrealistisch bezeichnet, die Ergebnisse seien nicht relevant für die Zusammenstellung und Auswahl der Ernährung von Kleinkindern.